# Agrotis afflouensis
Agrotis afflouensis là một loài bướm đêm trong họ Noctuidae.